# Liste der Gerichte in Preußen
Diese Liste enthält die historischen Gerichte im Königreich Preußen und späteren Freistaat Preußen. Aufgrund der Größe des preußischen Staates sind die Gerichte in Teillisten je Provinz zusammengefasst.

## Provinzübergreifende Gerichte
- Preußisches Obertribunal (in Berlin)
- Kammergericht (in Berlin)
- Preußisches Oberverwaltungsgericht (in Berlin)
- Rheinischer Revisions- und Kassationshof (in Berlin)
- Revisionshof für das gemeinrechtliche Gebiet des rechtsrheinischen Teils des Regierungsbezirks Koblenz (in Berlin)
- Oberappellationsgericht für das gemeinrechtliche Gebiet Neuvorpommern (Greifswald)
- Oberappellationsgericht zu Posen
- Prisenrat[1]
- Oberprisenrat[2]

## Gerichte je Provinz
Im Folgenden sind die Listen je Provinz aufgeführt:
- Liste der Gerichte in der Provinz Brandenburg (1815–1933)
- Liste der Gerichte in der Provinz Pommern (1815–1933)
- Liste der Gerichte in der Provinz Schlesien (1815–1933)
- Liste der Gerichte in der Rheinprovinz (1815–1933), enthält auch die Gerichte der Vorgängerprovinzen Provinz Großherzogtum Niederrhein und Provinz Jülich-Kleve-Berg
  - Liste der Gerichte in den Hohenzollernschen Landen
- Liste der Gerichte in der Provinz Westfalen (1815–1933)
- Liste der Gerichte in der Provinz Sachsen (1815–1933)
- Liste der Gerichte in der Ostpreußen (1815–1933), enthält auch die Gerichte der 1829–1878 bestehenden Provinz Preußen in Ostpreußen
- Liste der Gerichte in der Westpreußen (1815–1933), enthält auch die Gerichte der 1829–1878 bestehenden Provinz Preußen in Ostpreußen
- Liste der Gerichte in der Provinz Posen (1815–1920)
- Liste der Gerichte in der Provinz Hannover (1866–1933)
- Gerichte in der Provinz Schleswig-Holstein (1867–1933)
- Liste der Gerichte in der Provinz Hessen-Nassau (1868–1933)
  - Liste der Gerichte in der Provinz Hessen-Nassau (1867)
  - Gerichtsorganisation in Frankfurt a. M. (1867–1879)
- Liste der Gerichte in der provinzfreien Stadt Berlin bzw. Groß-Berlin (1881–1933)
- Gerichte in der Grenzmark Provinz Posen-Westpreußen (1922–1933)
- Gerichte in der Provinz Niederschlesien (1919–1933)
- Gerichte in der Provinz Oberschlesien (1919–1933)